# Kodaianellissus
Kodaianellissus is een geslacht van halfvleugeligen uit de familie Issidae. De wetenschappelijke naam van dit geslacht werd voor het eerst geldig gepubliceerd in 2017 door Wang, Bourgoin en Zhang.

## Soorten
Het geslacht omvat de volgende soorten:
- Kodaianellissus gibbusis Sohail, Huang & Zhang, 2020
- Kodaianellissus intorqueus Wang, Bourgoin & Zhang, 2017